# SuperCable
SuperCable Telecomunicaciones fue una compañía colombo-venezolana dedicada a suministrar servicios de televisión por cable e Internet en las principales ciudades de Venezuela y Colombia. En marzo de 2025, la reguladora de medios venezolana CONATEL suspendió la licencia de SuperCable en Venezuela y fijó un periodo de transición de 60 días.
La empresa cesó operaciones tanto en Colombia como en Venezuela

## Historia
Fue fundada en 1993. Comienza a operar en la zona Este de Caracas; luego se expandiría al resto del país y, en 2000, llegaría a Colombia iniciando operaciones en la ciudad de Bogotá. Posteriormente lo haría en la ciudad de Cúcuta. Es la cuarta operadora de televisión de pago de Venezuela, a finales de 2006, ocupaba el 9,5% del mercado, con unos 105.000 suscriptores. Sólo en Colombia, al cierre de 2006, SuperCable contaba con 35.000 usuarios, ocupando el segundo lugar en Bogotá; justo detrás de Claro (Ex-Telmex), que cuenta con más de 600.000 usuarios.
No guarda ninguna relación con Supercable España ni con Supercable Perú, compañías que también se dedican a la televisión de pago.
SuperCable Consiguió la licencia para transmitir el fútbol profesional colombiano a partir del año 2012, ofreciendo así a sus clientes siete partidos de la Categoría Primera A los fines de semana, uno de la Categoría Primera B los lunes y uno de la Copa Colombia los miércoles.
En abril de 2019, los usuarios de SuperCable en Colombia detectaron problemas en su señal o la falta de la misma. Al asistir a las oficinas de atención al cliente las encontraron vacías. Igualmente, las líneas de atención al cliente dejaron de operar. Según la Autoridad Nacional de Televisión, esta empresa no tenía permiso para operar servicios de televisión por suscripción en Colombia desde 2017.
En marzo de 2025, CONATEL ordenó la suspensión a la licencia que permitía a SuperCable operar en Venezuela, estableciendo un plazo 60 días para que los usuarios puedan optar a contratar otra compañía antes de esta suspensión.
No sería hasta el 18 de agosto de 2025 que la empresa cesaría sus servicios en su totalidad para sus viejos suscriptores debido a las medidas ordenadas por CONATEL del cese de sus operaciones en el país, quedando complemente cerrada dicha empresa para operar en el país, ya sea ofreciendo televisión por cable o Internet por fibra óptica y dando de baja su sitio web 